# EPrix de Moscou
Le ePrix de Moscou est une épreuve comptant pour le championnat du monde de Formule E. Elle n'a eu lieu qu'une seule fois, le 6 juin 2015 sur le circuit urbain de Moscou.

## Historique
Moscou et sa région ont une histoire commune récente avec le sport automobile. En effet, depuis la naissance de ce dernier, ils ont été peu associés à des compétitions majeures de sport automobile.
Une occasion manquée survient en 1982, où Bernie Ecclestone sollicite Léonid Brejnev et obtient l'accord de celui-ci pour organiser, en août 1983, à Moscou, sur le mont Lénine, l'actuel Mont-aux-Moineaux, un Grand Prix d'URSS. Mais le projet échoue à la suite de la mort de Leonid Brejnev et celle du vice-président de la Fédération internationale du sport automobile.
En 2011, la capitale accueille en démonstration l'EF01 Formulec, une voiture de course électrique française.
La situation change l’année suivante avec la sortie de terre du Moscow Raceway, un complexe sportif dédié aux sports mécaniques et situé dans l'ouest de l’Oblast de Moscou. Il a accueilli deux championnats du monde, le FIA GT1 et celui des voitures de tourisme, ainsi que les World Series by Renault qui l'ont inauguré.
Deux ans plus tard a lieu la première course de Formule 1 en Russie à Sotchi.
En 2014, année de la première saison du championnat de Formule E FIA, Rio de Janeiro, alors inscrite au calendrier, annule la manche prévue. La manche vacante est alors attribuée à Moscou,.
L'unique course de Formule E à Moscou a lieu lors de la saison inaugurale le 6 juin 2015. Jean-Éric Vergne obtient la pole mais c'est le brésilien Nelson Piquet Jr. qui remporte la course,.
L'événement est un succès, d'une part car l’affluence est importante et d'autre part car le tracé est situé au cœur de la ville et côtoie des lieux et monuments connus,,.
La course et le circuit ne sont cependant pas au calendrier de la saison suivante. Selon la FIA, des « fermetures de routes qui n’étaient pas prévues » empêche la Formule E de revenir à Moscou.

## Le circuit

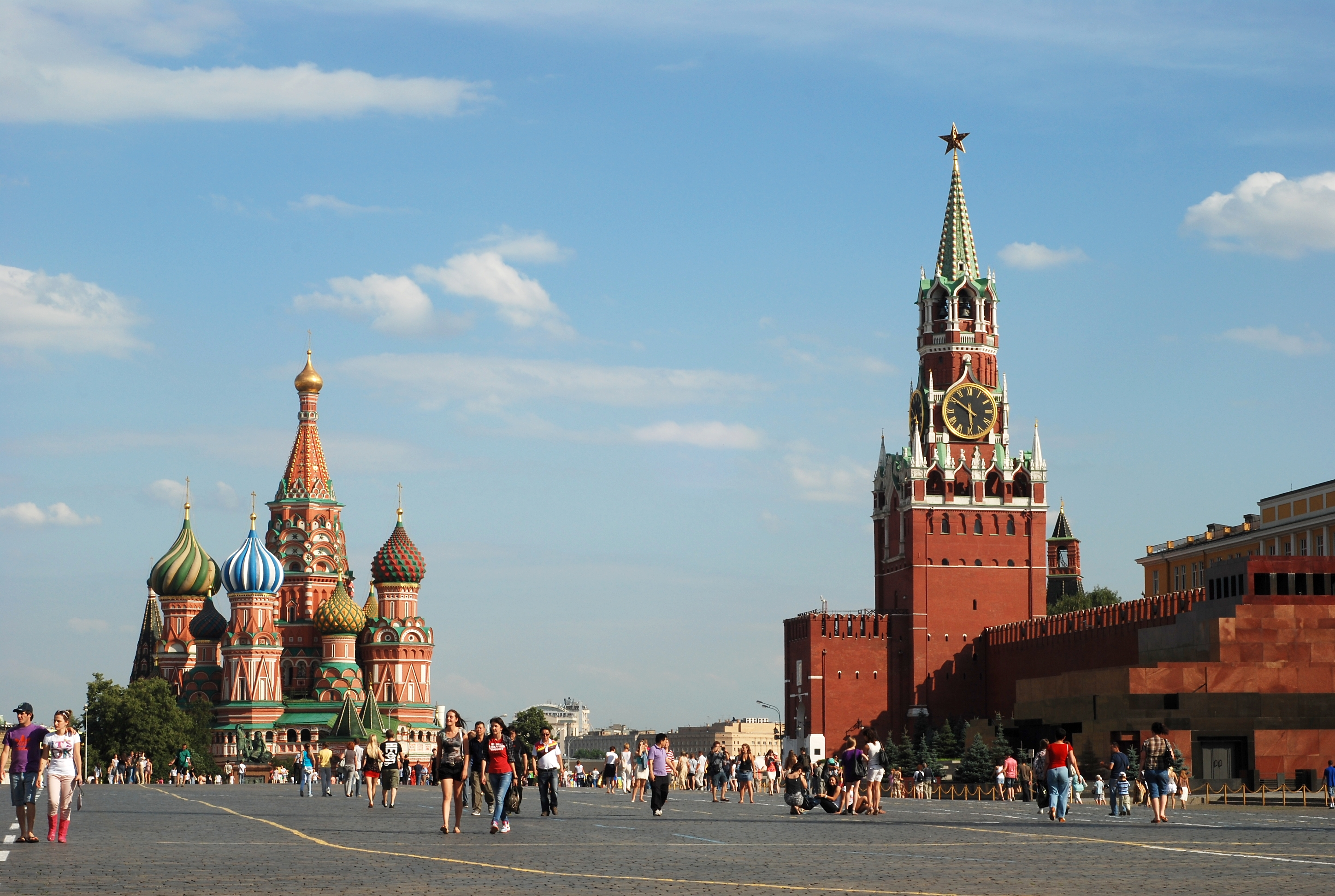
Vue de la Place Rouge avec le Kremlin et la cathédrale Saint-Basile.

Le ePrix de Moscou est disputé sur le circuit urbain de Moscou, long de 2,39 kilomètres. Situé dans le centre-ville, le tracé borde la Moskova et passe à proximité immédiate du Kremlin, de la cathédrale Saint-Basile et de la Place Rouge.

## Palmarès
| Année | Vainqueur       | Écurie     | Circuit                  | Résultats | Date        |
| ----- | --------------- | ---------- | ------------------------ | --------- | ----------- |
| 2015  | Nelsinho Piquet | NEXTEV TCR | Circuit urbain de Moscou | Résumé    | 6 juin 2015 |